# Paul Hoen
Pour les articles homonymes, voir Hoen.
Paul Hoen est un réalisateur américain. Il a réalisé beaucoup de Disney Channel Original Movies comme Les Cheetah Girls : Un monde unique et Camp Rock 2.

## Filmographie

### Films / Téléfilms
- 2001 : Le Lutin (TV)
- 2002 : Bienvenue chez Trudy (TV)
- 2003 : Face ou Pile ! (You Wish!) (TV)
- 2003 : Une équipe de chefs (TV)
- 2004 : Un cœur pour David (Searching for David's Heart) (TV)
- 2006 : Le Journal de Jaimie
- 2007 : Jump in! (TV)
- 2008 : Les Cheetah Girls : Un monde unique (TV)
- 2009 : SOS Daddy (TV)
- 2010 : Camp Rock 2 : Le Face à face (TV)
- 2012 : Let It Shine (TV)
- 2012 : The Mistle-Tones (TV)
- 2014 : Cloud 9 : L'Ultime figure (TV)
- 2014 : Le Garçon idéal (TV)
- 2015 : Ma sœur est invisible (TV)
- 2018 : Zombies (TV)
- 2020 : Zombies 2 (TV)
- 2022 : Zombies 3 (TV)

### Séries télévisées
- 1984 : Kids Incorporated
- 1992 : Roundhouse
- 1995-1998 : Les Incroyables Pouvoirs d'Alex (19 épisodes)
- 1996 : Guideposts Junction (Épisode : "It's the Little Things" avec Steve Purcell)
- 1996 : Sabrina, l'apprentie sorcière
- 1997-2000 : Les Aventures Fantastiques d'Allen Strange (8 épisodes)
- 1998 : Cousin Skeeter
- 1999-2001 : La Double Vie d'Eddie McDowd (6 épisodes)
- 1999 : The Jersey (Épisode : "Team Player")
- 2000-2003 : La Guerre des Stevens / Drôle de Frère (5 épisodes)
- 2004-2006 : Ned ou Comment survivre aux études (5 épisodes)
- 2005-2007 : South of Nowhere (9 épisodes)
- 2006 : Just for Kicks (2 épisodes)
- 2007 : Jordan (3 épisodes)
- 2009-2010 : Jonas / Jonas L.A. (9 épisodes)
- 2009 : Beyond the Break (5 épisodes)
- 2009 : The Troop (2 épisodes)
- 2011 : Zeke et Luther (4 épisodes)
- 2015 : Gortimer Gibbson's Life on Normal Street (Épisode : "Ranger and the Fabled Flower of Normal Street")
- 2016 : Harley, le cadet de mes soucis (2 épisodes)
- 2016 : Les Bio-Teens : Forces spéciales (Épisode : "Super Croissance")
- 2017-2019 : Andi (26 épisodes)
- 2017 : Liv & Maddie : California Style  (Épisode : "Premier épisode en direct")
- 2019 : Dwight in Shining Armor  (Épisode : "Shackled")
- 2020 : Zombies : Le Mystère de la Pierre de Lune d'Addisson
- 2021 : High School Musical : La Comédie musicale, la série (4 épisodes)